# Anatol Peresselenzeff
Anatol Peresselenzeff (1889-1956) fue un deportista ruso que compitió para Francia en remo. Ganó una medalla de oro en el Campeonato Europeo de Remo de 1913, en la prueba de doble scull.

## Palmarés internacional
| Campeonato Europeo | Campeonato Europeo | Campeonato Europeo | Campeonato Europeo |
| Año                | Lugar              | Medalla            | Prueba             |
| ------------------ | ------------------ | ------------------ | ------------------ |
| 1913               | Gante (Bélgica)    | Medalla de oro     | Doble scull        |